# Blaue von Sankt Niklaas

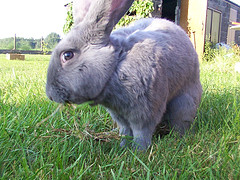
Blauer von Sankt Niklaas

Blaue von Sankt Niklaas (niederländisch Blauw van Sint Niklaas) sind eine mittelgroße, belgische Hauskaninchenrasse. Das Gewicht der Tiere beträgt 4,5–6 kg, mit einem Ideal von 5,5 kg. Der Körperbau ist gedrungen und walzenförmig, von oben betrachtet sollen die Tiere rechteckig wirken. Die 14–16 cm langen Ohren werden V-förmig getragen. Die Fellfarbe der Rasse ist ein sehr helles, gleichmäßiges Blau. Die Augen sind graublau, die Krallen hornfarbig. Die Rasse ist in Deutschland nicht zugelassen.

## Geschichte der Rasse
Der Blaue von Sankt Niklas stammt aus der Gegend um die Stadt Sint-Niklaas im Waasland in Belgien, nach der die Rasse auch benannt ist. Ursprünglich waren sie identisch mit den Blauen van Beveren und zeigten auch deren typischen mandolinenförmigen Körperbau.
Welche Kaninchenrassen außer den van Beveren noch an der Entstehung der Rasse beteiligt waren, ist nicht bekannt, die Größe der Rasse legt nahe, dass Riesenkaninchen zur Herauszüchtung verwendet wurden. Von den van Beveren unterschieden sich die Blauen von Sankt Niklaas ursprünglich durch die weißen Abzeichen, die zu Beginn des 20. Jahrhunderts in Form einer Stirnblesse gefordert waren. Da es jedoch nicht möglich war, dieses Abzeichen reinerbig zu erzielen, wurde der Standard 1917 dahingehend geändert, dass die Tiere einfarbig gefordert wurden. Die Rasse wurde besonders als Pelzkaninchen gezüchtet und war für ihre Fellqualität bekannt. Mit dem Rückgang der Pelzindustrie nahm auch die Verbreitung der Blauen von Sankt Niklaas ab.

## Ähnliche Rassen
Die Schwesterrasse van Beveren hat eine deutlich andere Körperform und ist etwas dunkler in der Farbe. Unter den deutschen Kaninchenrassen ähnelt der etwas leichtere und dunklere Blaue Wiener den Blauen von Sankt Niklaas.